# Stazione di Morra De Sanctis-Teora
La stazione di Morra De Sanctis-Teora, originariamente nota come stazione di Morra Irpino, è una fermata ferroviaria ubicata lungo la linea Avellino-Rocchetta Sant'Antonio. Serve i centri abitati di Morra De Sanctis e di Teora, da cui dista rispettivamente 7 e 11 km.

## Storia
La fermata, originariamente una stazione, venne attivata insieme alla parte centrale della ferrovia da Paternopoli a Monteverde il 27 ottobre 1895. Nel 1875 costituì la partenza di un viaggio elettorale di Francesco de Sanctis. Prima della costruzione delle strade statali Ofantine e del terremoto, era anche capolinea di diverse autolinee locali. Nel 1934 ha assunto la denominazione di Morra De Sanctis.
Nel 1987 divenne una fermata impresenziata. L'esercizio ferroviario sulla linea è stato sospeso il 12 dicembre 2010, quando fermava ancora una coppia giornaliera di treni a Morra De Sanctis-Teora, e riattivato a partire dal 2016 per treni turistici. Negli anni 2020, la fermata di Morra De Sanctis-Teora torna ad essere occasionalmente servita dai treni storici di Fondazione FS Italiane.

## Strutture e impianti
La fermata è dotata di un binario passante dotato di marciapiede per il servizio passeggeri.
A seguito del terremoto del 1980, che sconvolse le zone dell'Irpinia, il fabbricato viaggiatori, danneggiato, venne sostituito con una struttura prefabbricata ancora oggi visibile, mentre lo scalo merci e il secondo binario furono aboliti.